# Journal of Didactics of Philosophy
Das Journal of Didactics of Philosophy ist eine Online-Zeitschrift für Didaktik der Philosophie in englischer Sprache. Darin werden halbjährlich neben im Peer-Review-Verfahren begutachteten wissenschaftlichen Artikeln auch Berichte zur Situation des Philosophieunterrichts in verschiedenen Ländern und Rezensionen veröffentlicht.

## Weblink
- Website des Journal of Didactics of Philosophy